# Konrad Hitschler
Ernst Konrad Hitschler, född 21 december 1896 i Zweibrücken, död 20 februari 1945 i Budapest, var en tysk SS-Gruppenführer och generallöjtnant i Ordnungspolizei. Under andra världskriget beklädde han flera höga poster inom Ordnungspolizei, Tredje rikets uniformerade polis.
Hitschler var kommendör för Ordnungspolizei i Simferopol från juni till november 1943 och befälhavare för Ordnungspolizei i ämbetsområdet "Schwarzes Meer" från november 1943 till september 1944. I oktober sistnämnda år utnämndes Hitschler till befälhavare för Ordnungspolizei i Ungern och deltog då i slaget om Budapest. Kort därefter avled han på ett sjukhus i Budapest.

## Utmärkelser
- Järnkorset av andra klassen
- Järnkorset av första klassen
- Krigsförtjänstkorset av andra klassen med svärd
- Krigsförtjänstkorset av första klassen med svärd
- Östfolksmedaljen av andra klassen i silver
- SS-Ehrenring (Totenkopfring)